# Мадонна в скалах
«Мадонна в скалах», «Мадонна в гроте», (итал. La Vergine delle Rocce, итал. La Vergine della Grotta) — произведение выдающегося художника итальянского Возрождения Леонардо да Винчи, существующее, помимо множества подготовительных рисунков и этюдов, в двух основных вариантах. Одна картина (1483—1486) хранится в музее Лувр в Париже, вторая, написанная позднее, в период 1499—1506 годов, в — Лондонской национальной галерее.

## История
В 1482 году Леонардо из Флоренции переехал в Милан, ко двору герцога Лодовико Сфорца. Местное «Братство Непорочного Зачатия» (L’Immacolata concezione) в 1483 году подписало с молодым художником договор на создание алтаря капеллы Братства в церкви Сан-Франческо-Гранде (chiesa di San Francesco Grande), ныне разрушенной. В контракте также упоминаются имена художников, братьев Евангелиста и Джованни Амброджо де Предис, которые принимали Леонардо в своём доме недалеко от Порта Тичинезе (городские ворота по дороге в Тичино) и вскоре стали его помощниками. Картина была вдохновлена и написана возле реки Адда в Падерно Д’адда. Согласно контракту алтарь должен был представлять собой триптих с изображением Мадонны, Бога Отца, младенца Иисуса и ангелов по сторонам. Однако Леонардо, что случалось часто в его биографии, по неизвестным причинам изменил замысел, изобразив младенцев Иисуса и Иоанна Крестителя.
Возможно, что одной из причин изменения условий, было то, что Иоанн Креститель вместе со Святым Франциском был небесным покровителем Братства Непорочного Зачатия. Его изображение, преклонившего колени перед Иисусом и благословляемого Им под защитой Девы Марии, вполне соответствовало духу Братства. Достоверно известно, что заказчики и художник не сошлись в цене. Братство отказывалось принять картину (возможно, по этой причине и был создан второй вариант). Спор длился много лет и был прекращён в 1506 году приговором, в котором произведение было официально объявлено «незавершённым». Леонардо должен был завершить его в течение двух лет, но к тому времени он уже покинул Милан.
Согласно одной из версий, второй вариант картины был завершён Леонардо во время его следующего пребывания в Милане в 1506 году. Два варианта картины, возможно, были созданы для двух разных мест и разных заказчиков, но в одном и том же городе Милане: первый для капеллы церкви Сан-Готтардо, а второй — для капеллы Непорочного зачатия в церкви Сан-Франческо-Гранде. Ещё одно предположение сводится к тому, что получившую известность картину захотел приобрести французский король Франциск I и второй вариант был создан по его заказу. Классические атрибуты традиционной иконографии, такие как нимбы и посох с крестом, были бы добавлены много лет спустя, вероятно, в первые десятилетия XVII века.
Предполагается также, что луврский вариант картины является не первым, а вторым (иконографически он более полон), и был создан специально для короля Франции Людовика XII, который мог видеть первую версию, когда оккупировал Милан в 1499 году, а указующий жест ангела, несколько манерный, добавлен Амброджо де Предисом.
Лондонская версия картины была обнаружена в церкви Сан-Франческо в 1576 году; в 1785 году картину приобрёл английский художник Гэвин Гамильтон, который привез её в Англию. После перемены многих мест «Мадонна в скалах» в 1880 году была приобретена Национальной галереей в Лондоне.
Судьба луврской версии остаётся неясной. Предполагается, что картина была подарена Максимилиану Габсбургскому по случаю свадьбы с Бьянкой Марией Сфорца в 1493 году, а во Францию картина попала много лет спустя. В 1625 году картину видели в галерее замка Фонтенбло. Картина числилась в каталоге Королевского музея в Париже в 1830 году. В начале XIX века её перевёл с дерева на холст реставратор Франсуа Туссо Акен, что было распространённой практикой в то время.
Одна из копий была написана Амброджо де Предисом в те же годы, когда они вместе с Леонардо работали над созданием знаменитой картины. Ещё одна копия, приписываемая Франческо Мельци, в настоящее время находится в монастыре урсулинок (Convento delle suore Orsoline) на Виа Ланцоне в Милане. Так называемая «третья версия» картины («версия Керами») хранится в частной коллекции в Швейцарии и приписывается руке самого Леонардо.

## Иконография
В основу композиции Леонардо да Винчи положил мало известный апокрифический сюжет из текста «Жизни Иоанна по Серапиону» (Vita di Giovanni Secondo Serapione) о детстве Христа. В этой истории рассказывается о том, как во время Бегства в Египет, спасаясь от преследований царя Ирода, Святое семейство нашло приют в пещере Синайской пустыни. В пещере (гроте) произошла первая встреча младенцев Иисуса и Иоанна (в иной версии, также апокрифической, такая встреча произошла на обратном пути из Египта в доме Елисаветы, матери Иоанна Крестителя).

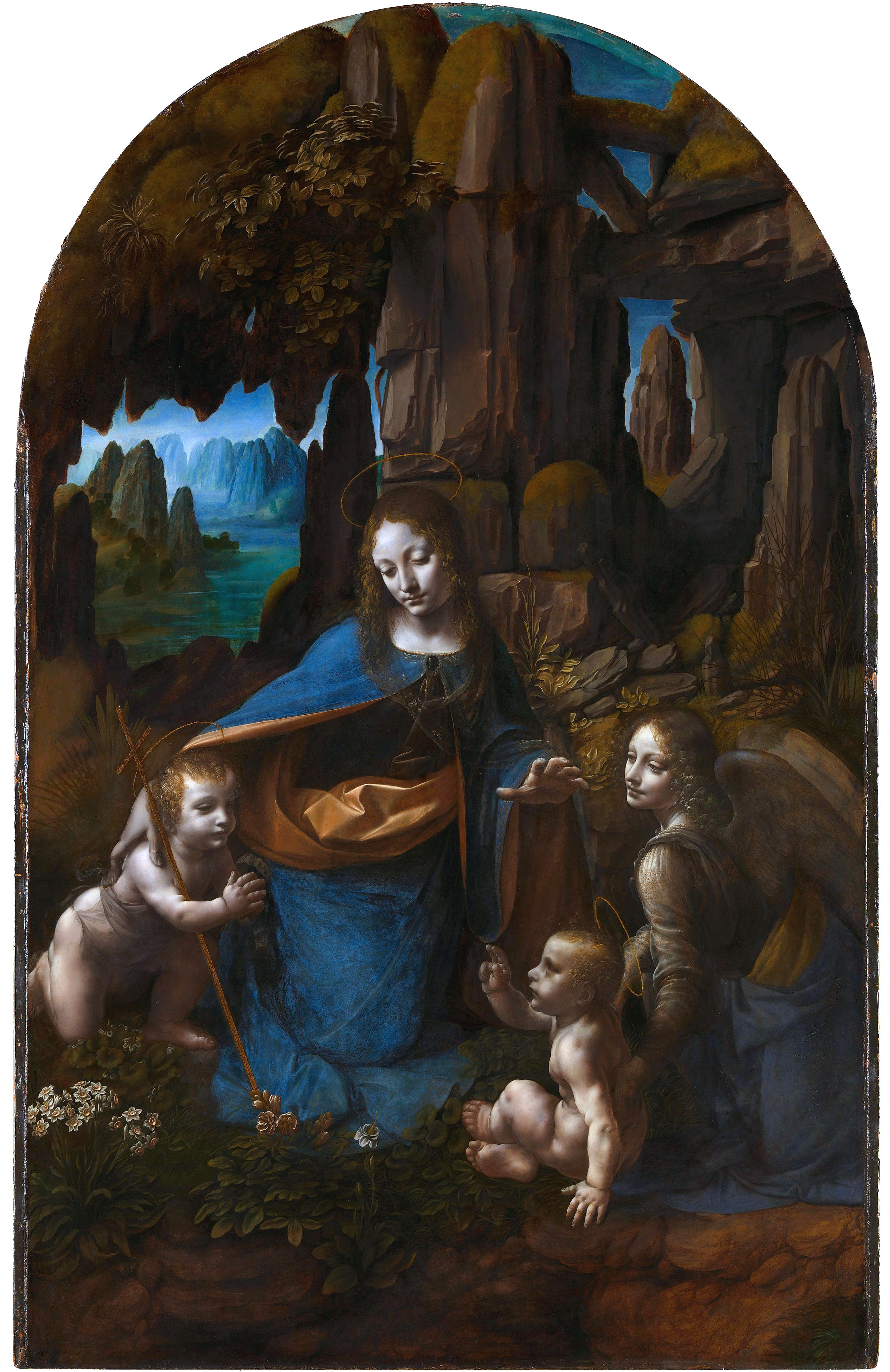
«Мадонна в скалах». 1499—1506. Национальная галерея, Лондон

В апокрифическом Протоевангелии Иакова рассказывается, что Елисавета, «услышав, что ищут Иоанна (сына её), взяла его и пошла на гору. И искала места, где спрятать его, но не нашла. И воскликнула громким голосом, говоря: гора Бога, впусти мать с сыном, и гора раскрылась и впустила её. И свет светил им, и ангел Господнен был вместе с ними, охраняя их». Существуют и другие версии этой легенды. В тексте начала XIV века «Размышления о жизни Христа» (Meditaciones vite Christi), который долгое время приписывали святому Бонавентуре, но написан, вероятно, францисканцем Иоанном де Каулибусом, также рассказывается о встрече Иисуса и Иоанна, правда, в иных обстоятельствах.
Высказывалось также мнение, что тема и иконография картины была подсказана художнику «Новым Апокалипсисом Блаженного Амадео Мендеса да Сильва» (Apocalypsis Nova del Beato Amadeo Mendes da Silva), монаха-францисканца, который между 1454 и 1457 годами был гостем Миланского братства. Амадео придавал большое значение Марии и Иоанну Крестителю как главным героям его интерпретации священных текстов. Леонардо да Винчи мог ознакомиться с этим произведением в Милане.
В июне 2005 года при помощи инфракрасного исследования лондонского варианта «Мадонны в скалах» были обнаружены следы предварительной прописи с изображением коленопреклонённой женской фигуры, одной рукой придерживающей младенца. На этом основании исследователи считают, что изначально Леонардо планировал написать «Поклонение младенцу Иисусу». Рентгеновское и инфракрасное исследования выявили также много других авторских правок на картине.

## Композиция и стиль
Как обычно в творчестве Леонардо в нём спорили учёный и художник: "Композиция и сюжет стали поводом для естественно-научных изысканий. Леонардо изучал ботанику, физику света, геологию, чтобы правильно передать загадочный «скальный пейзаж». На переднем плане картины с большой точностью изображены ирисы, анемоны, фиалки и папоротники. Леонардо был подвержен страстному изучению метеорологических и геологических явлений. Пещера для Леонардо, как Платонова, так и природная, — «аллегория „божественного ума“, творчества природы».
Композиция из трёх фигур образует правильную пирамиду, или «леонардовский треугольник». Геометрия для Леонардо — символ Божественной гармонии. Вся композиция, несмотря на очевидную геометрическую схему, преисполнена нежности и сострадания, молитвенной созерцательности, предчувствия Страстного пути. Иоанн молитвенно сложил руки: «Вот Агнец Божий» (лат. Ecce Agnus Dei; Ин. 1: 36). Мадонна своей рукой осеняет и как бы прикрывает младенца Христа. Используя излюбленный им приём сфумато, Леонардо не только создаёт глубину пейзажа дальнего плана, но и ощущение бесконечности времени и пространства.
Выдающийся историк искусства Макс Дворжак, отмечая «полное слияние» изображённых персонажей в некое «душевное единство», писал, что все предшествующие произведения на эту тему в сравнении с картиной Леонардо кажутся «пустыми, безжизненными». И далее: «Подобный объективный душевный субъективизм художник связывает отныне с формальной нормой благодаря тому, что он вписывает фигуры в пирамидальную композицию… Дисциплинирующий дух творит саму природу, саму жизнь». Леонардо сумел преодолеть существовавший до него разлад между изображениями фигур и окружающего пространства, «у него сама фигурная композиция превратилась в пространственную структуру». Леонардо добавляет к этому светотень, которая из физического явления превращается в композиционное средство: свет появляется «только там, где этого хочет художник… Речь идёт, следовательно, не о наблюдении природы, но об абстрактном композиционном принципе».

## В культуре
Картина упоминается в книге Дэна Брауна «Код да Винчи», где автор утверждает, что якобы на версии, выставленной в Лувре, не Иисус благословляет Иоанна Крестителя, а наоборот — ангел поддерживает Иоанна, а Мария обнимает Иисуса, поклоняющегося Иоанну Крестителю. Представители Лувра назвали эту версию «натянутой», а литературный эффект, вызванный книгой «Код да Винчи», — пародией на историю искусств.
Также картина упоминается в фантастическом рассказе 1957 года Пола Андерсона «Свет». Американские астронавты, впервые высадившись на Луну, обнаруживают следы ботинок, подбитых гвоздями. Следуя по ним, один из астронавтов попадает в кратер, наполненный туманом голубоватого оттенка. На скале, обращенной к Земле, астронавт находит высеченное изображение креста. Потрясенный, он вспоминает картину «Мадонна в скалах» из Лондонской национальной галереи, с таким же «никогда не сиявшим на Земле светом — холодным, бледным, непередаваемо мягким…» и понимает, кто́ был на Луне до него.